# Fărăgău
Fărăgău (Faragó en hongrois, Hölzendorf en allemand) est une commune roumaine du județ de Mureș, dans la région historique de Transylvanie et dans la région de développement du Centre.

## Géographie
La commune de Fărăgău est située au nord du județ, dans la Plaine de Transylvanie, sur la rivière Șar, à 19 km à l'ouest de Reghin et à 36 km au nord de Târgu Mureș.
La municipalité est composée des six villages suivants (population en 2002) :
- Fărăgău (548), siège de la municipalité ;
- Fânațe (13) ;
- Hodaia (0) ;
- Onuca (0) ;
- Poarta (192) ;
- Tonciu (835).

## Histoire
La première mention écrite du village date de 1357.
La commune de Fărăgău a appartenu au royaume de Hongrie, puis à l'empire d'Autriche et à l'Empire austro-hongrois.
En 1876, lors de la réorganisation administrative de la Transylvanie, elle a été rattachée au comitat de Maros-Torda.
La commune de Fărăgău a rejoint la Roumanie en 1920, au traité de Trianon, lors de la désagrégation de l'Autriche-Hongrie. Après le deuxième arbitrage de Vienne, elle a été de nouveau occupée par la Hongrie de 1940 à 1944, période durant laquelle sa petite communauté juive fut exterminée par les nazis. Elle est redevenue roumaine en 1945.

## Politique
| Parti | Parti                         | Sièges |
| ----- | ----------------------------- | ------ |
|       | Parti social-démocrate (PSD)  | 8      |
|       | Parti social roumain (PSRo)   | 1      |
|       | Parti Mouvement populaire     | 1      |
|       | Parti des Roms « Pro-Europe » | 1      |

## Religions
En 2002, la composition religieuse de la commune était la suivante :
- Chrétiens orthodoxes, 48,70 % ;
- Réformés, 46,29 % ;
- Catholiques grecs, 1,68 %.

## Démographie
En 1910, la commune comptait 1 443 Roumains (56,81 %), 961 Hongrois (37,83 %) et 12 Allemands (0,47 %).
En 1930, on recensait 1 597 Roumains (59,95 %), 887 Hongrois (33,30 %), 16 Juifs (0,60 %) et 164 Tsiganes (6,16 %).
En 2002, 815 Roumains (49,12 %) côtoient 227 Hongrois (13,68 %) et 617 Tsiganes (37,19 %). On comptait à cette date 572 ménages et 652 logements.
| 1850  | 1880  | 1900  | 1910  | 1930  | 1956  | 1977  | 1992  | 2002  |
| ----- | ----- | ----- | ----- | ----- | ----- | ----- | ----- | ----- |
| 1 791 | 1 644 | 2 305 | 2 540 | 2 664 | 3 161 | 2 264 | 1 774 | 1 659 |

| 2007  | - | - | - | - | - | - | - | - |
| ----- | - | - | - | - | - | - | - | - |
| 1 680 | - | - | - | - | - | - | - | - |

## Économie
L'économie de la commune repose sur l'agriculture, l'élevage, la transformation du lait et l'exploitation forestière.

## Communications

### Routes
Fărăgău se trouve sur la route nationale DN16 Reghin-Cluj-Napoca.

## Lieux et monuments
- Fărăgău, Réserve naturelle du lac Fărăgău (35 ha).

- Tonciu, église réformée du XVIIe siècle avec des plafonds peints en 1769.